# Tony Gilroy
Tony Gilroy, né le 11 septembre 1956 à New York, est un scénariste et réalisateur américain.

## Biographie
Tony Gilroy est notamment connu pour avoir écrit l'adaptation des romans de la série Jason Bourne, jouée par Matt Damon au cinéma. Il est le fils de Frank D. Gilroy, le frère de John Gilroy et de Dan Gilroy, tous également scénaristes.
Tony Gilroy a commencé sa carrière de réalisateur avec le film Michael Clayton, interprété par George Clooney. Il travaille fréquemment avec le réalisateur Taylor Hackford.
Il est, avec Chris Weitz, le scénariste de Rogue One: A Star Wars Story, film de Gareth Edwards sorti en 2016. Toujours dans l'univers Star Wars, il est le créateur et scénariste de la série télévisée Andor, centrée sur le personnage de Cassian Andor avant le précédent film et diffusée à partir de 2022 sur Disney+.

## Filmographie

### Réalisateur
- 2007 : Michael Clayton
- 2009 : Duplicity
- 2012 : Jason Bourne : L'Héritage (The Bourne Legacy)

### Scénariste
Tony Gilroy est scénariste de tous les films qu'il a réalisés.
- 1992 : Le Feu sur la glace (The Cutting Edge) de Paul Michael Glaser
- 1995 : Dolores Claiborne de Taylor Hackford
- 1996 : Mesure d'urgence (Extreme Measures) de Michael Apted
- 1997 : L'Associé du diable de Taylor Hackford
- 1998 : Armageddon de Michael Bay
- 2000 : L'Échange de Taylor Hackford
- 2002 : La Mémoire dans la peau de Doug Liman
- 2004 : La Mort dans la peau de Paul Greengrass
- 2007 : La Vengeance dans la peau de Paul Greengrass
- 2009 : Jeux de Pouvoir de Kevin Macdonald
- 2016 : Rogue One: A Star Wars Story de Gareth Edwards
- 2016 : La Grande Muraille (The Great Wall, 長城) de Zhang Yimou
- 2018 : Opération Beyrouth (Beirut)  de Brad Anderson
- 2022-2025 : Andor (série TV)

## Prix
- 2008 : Prix Edgar-Allan-Poe du meilleur scénario  pour Michael Clayton